# Neanthes agnesiae
Neanthes agnesiae är en ringmaskart som först beskrevs av Augener 1918.  Neanthes agnesiae ingår i släktet Neanthes och familjen Nereididae. Inga underarter finns listade i Catalogue of Life.